# Watergraafsmeer
Watergraafsmeer er en kog i Holland. Den blev indvundet i 1629. I det 17 og 18 århundrede var der mange buitenplaatsen i Watergraafsmeer, mens der i dag kun er en tilbage, Frankendael.
Siden 1921 har Watergraafsmeer været en del af byen Amsterdam og dens landlige karakter er helt forsvundet. Den ligger i bydelen Oost/Watergraafsmeer.